# Schützberg
Schützberg ist ein Ortsteil der Stadt Jessen (Elster) im Landkreis Wittenberg in Sachsen-Anhalt (Deutschland). Vor dem 1. Januar 2011 war Schützberg eine eigenständige Gemeinde, die der Verwaltungsgemeinschaft Elbaue-Fläming angehörte.

## Geografie
Schützberg liegt ca. 12 km westlich von Jessen an der Elbe. Als Ortsteil der Gemeinde ist Kietz ausgewiesen.

## Geschichte
Schützberg gehörte vom 1. Mai 1974 bis zum 14. März 1990 zur Gemeinde Klöden.
Beim großen Elbehochwasser im August 2002 gehörte Schützberg zu den am härtesten betroffenen Orten in Sachsen-Anhalt. Der eigentliche Ort stand nahezu vollständig im Wasser, viele Häuser wurden stark beschädigt. Viele Bewohner konnten erst nach mehreren Monaten vollständig zurückkehren.
Am 1. Januar 2011 wurde Schützberg in die Stadt Jessen (Elster) eingegliedert.

## Kultur und Sehenswürdigkeiten
Die Kirche des Ortes wurde um 1300 errichtet und um das Jahr 1700 barock umgestaltet.

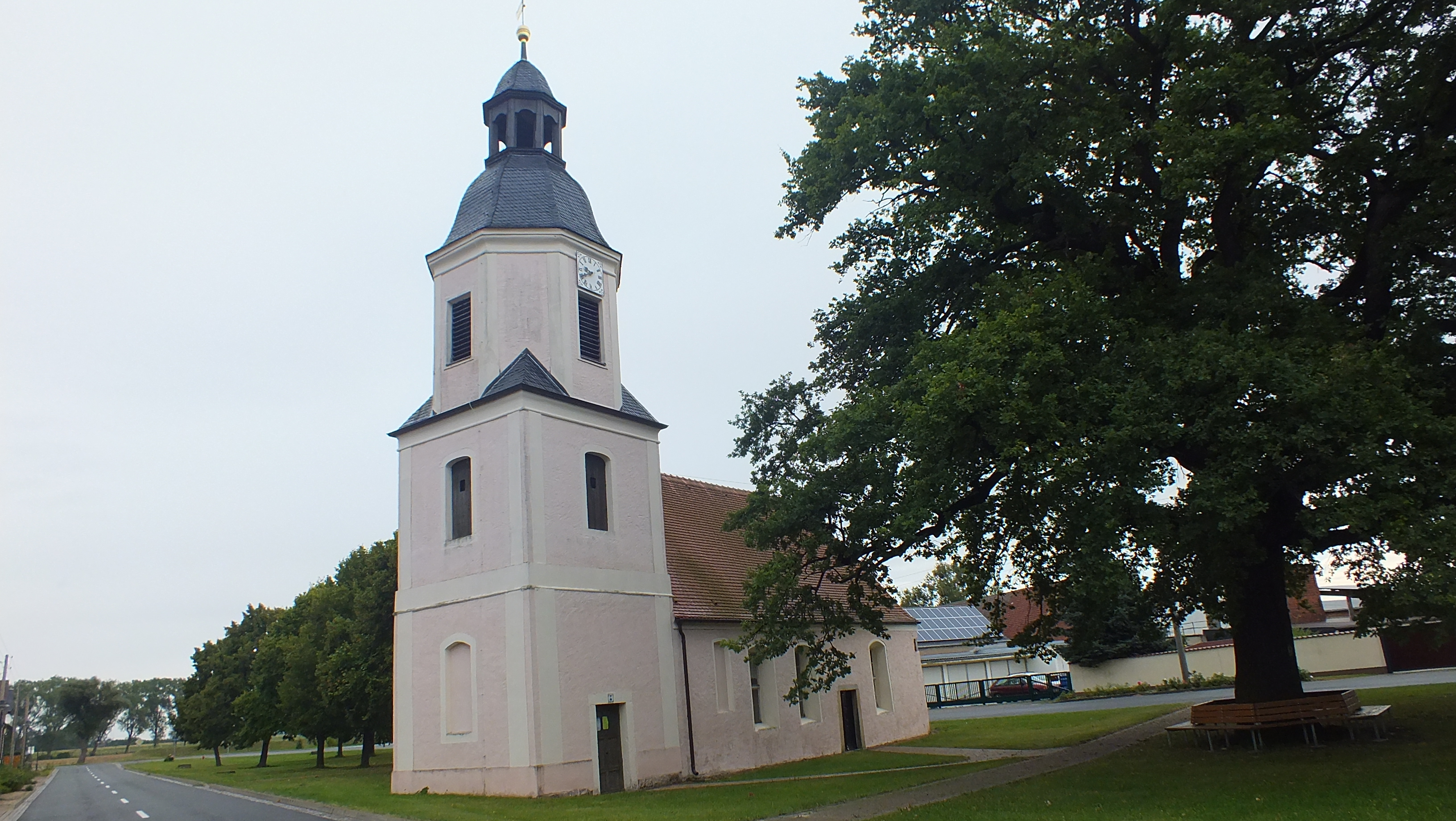
Kirche Schützberg

## Politik
Der letzte Bürgermeister war der am 26. März 2006 gewählte Ronald Oesteritz.

### Wappen
Das Wappen wurde am 23. Juli 2009 durch den Landkreis Wittenberg genehmigt.
Blasonierung: „In Silber auf grünem Dreiberg kniend ein schwarzhaariger Bogenschütze, seinen roten Bogen mit aufgelegtem schwarzem Pfeil spannend, bekleidet mit grünem Wams, roter Hose, schwarzen Stiefeln und grünem Hut mit roter Feder, am roten Gürtel ein silberner Köcher mit drei schwarzen Pfeilen.“
Das Wappen wurde vom Magdeburger Kommunalheraldiker Jörg Mantzsch gestaltet.

### Flagge
Die Flagge der Gemeinde war Grün – Weiß (1:1) gestreift und mittig mit dem Gemeindewappen belegt.

## Wirtschaft und Infrastruktur
Zur Bundesstraße 187, die Jessen und Wittenberg verbindet, sind es in östlicher Richtung 4 km.